# Pat Turner
Pat Turner, född den 24 mars 1961 i Toronto, Kanada, är en kanadensisk roddare.
Han tog OS-guld i åtta med styrman i samband med de olympiska roddtävlingarna 1984 i Los Angeles.